# Villar del Pozo
Villar del Pozo – gmina w Hiszpanii, w prowincji Ciudad Real, w Kastylii-La Mancha, o powierzchni 13,23 km². W 2011 roku gmina liczyła 94 mieszkańców.